# Dom Pracy Twórczej Polskiej Akademii Nauk „Mądralin”
Dom Pracy Twórczej Polskiej Akademii Nauk „Mądralin” w gminie Wiązowna, obecnie w Mazowieckim Parku Krajobrazowym, nad rzeką Świder. Uruchomiony w 1922, w całości ufundowany przez Stanisława Feliksa Hiszpańskiego. Tam, przed I wojną mieściła się główna kwatera Polskiego Sokoła na zabór rosyjski oraz kwatera główna zakonspirowanego Harcerstwa Polskiego.

## Historia

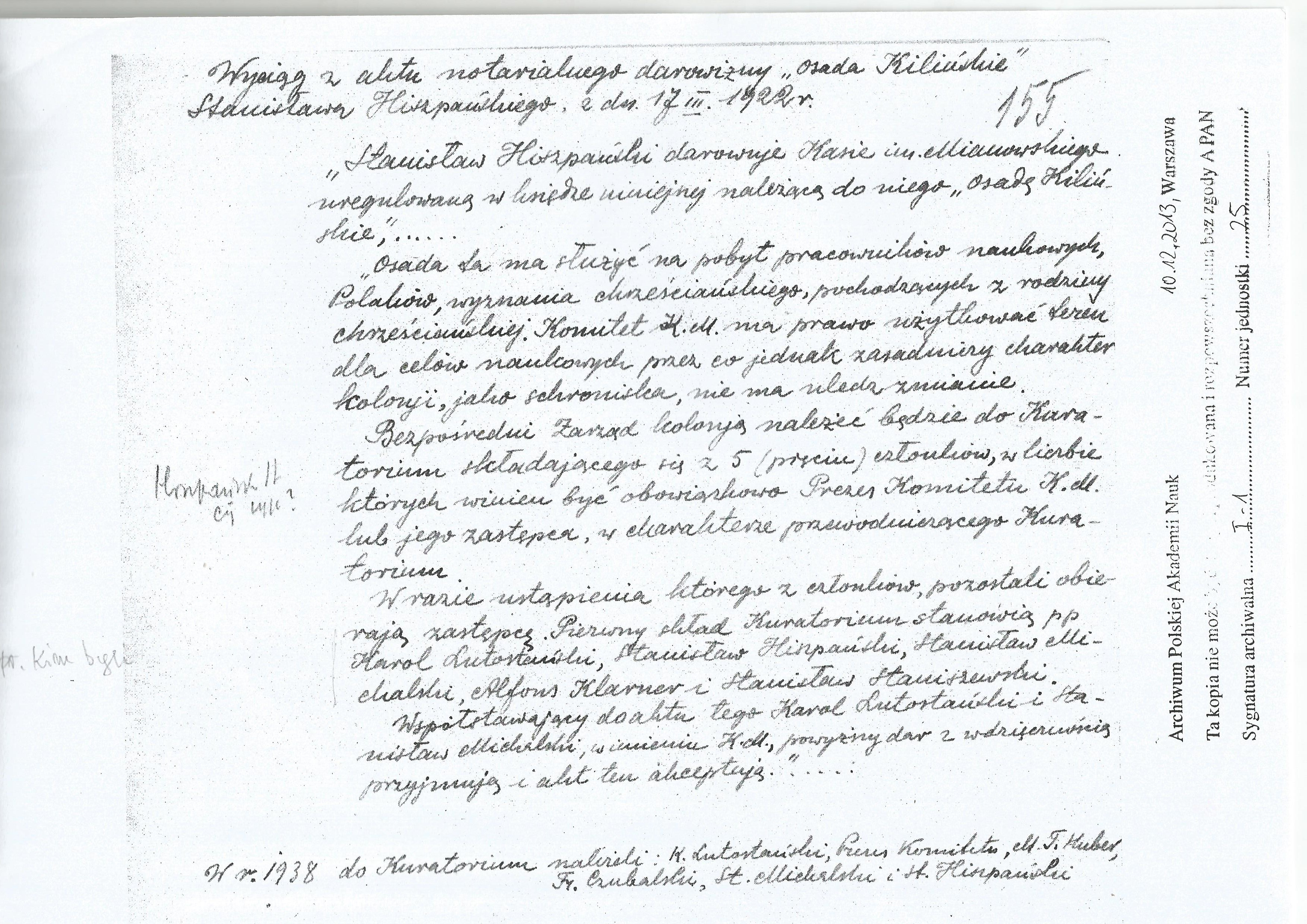
Wyciąg z aktu notarialnego darowizny „Osada Kilińskie” Stanisława Hiszpańskiego z 1922 roku

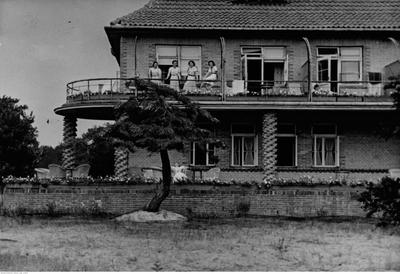
Dom w Mądralinie wybudowany dla polskich uczonych na zamówienie Stanisława Feliksa Hiszpańskiego

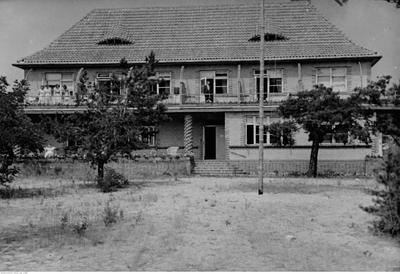
Dom w Mądralinie wybudowany dla polskich uczonych na zamówienie Stanisława Feliksa Hiszpańskiego

W roku 1900 Stanisław Feliks Hiszpański nabył 3-morgowy obszar starodrzewia nad Świdrem dla celów własnych. Zbudowano wtedy piętrowy dom tzw. Biały Domek oraz zabudowania gospodarcze, założono ogród kwiatowo-warzywny i sad. Miejsce to zwane było oficjalnie „Osada Kilińskie”. Spędzali tu wolny czas Hiszpańscy z rodziną i przyjaciółmi  .
Ze względu na odosobnienie Stanisław Feliks Hiszpański wybrał to miejsce dla swej zakonspirowanej działalności na rzecz niepodległości, jeszcze za czasów zaboru rosyjskiego aż do jej odzyskania w 1918. Jako twórca gniazd sokolich w Warszawie od 1899, inicjator i współzałożyciel Polskiego Towarzystwa Gimnastycznego „Sokół” w 1906 w Kijowie (także członek pierwszego Zarządu Sokoła w Kijowie wraz z E.Hersem i K.Węglińskim)   oraz aktywny opiekun IV Koła Sokolskiego na Woli  w Osadzie Kilińskie prowadził szkolenie wojskowe do przyszłego Wojska Polskiego . Tu znajdowała się zakonspirowana kwatera główna „Sokoła” na zabór rosyjski. Tu także prowadził paramilitarne i patriotyczne szkolenia skautingu – przyszłego harcerstwa. W posiadłości Hiszpańskiego była kwatera główna zakonspirowanego Harcerstwa Polskiego. W 1922, w odpowiedzi na apel Kasy im. Mianowskiego o materialne wsparcie odradzającej się polskiej nauki, Stanisław Feliks Hiszpański ofiarował całość „Osady Kilińskie” jako azyl twórczej pracy i odpoczynku dla uczonych. Wtedy żartobliwie nazwał je Mądralinem. Istniejące zabudowania Stanisław Feliks Hiszpański uzupełnił w 1922 zamawiając i finansując budowę piętrowego dworu mieszkalnego, na potrzeby naukowców, m.in. z wyposażoną biblioteką – czytelnią, połączoną z tarasem, salonem i licznymi pokojami typu hotelowego. Całość, łącznie z umeblowaniem zaprojektował znany architekt Jan Koszczyc Witkiewicz w stylu modernistycznym .

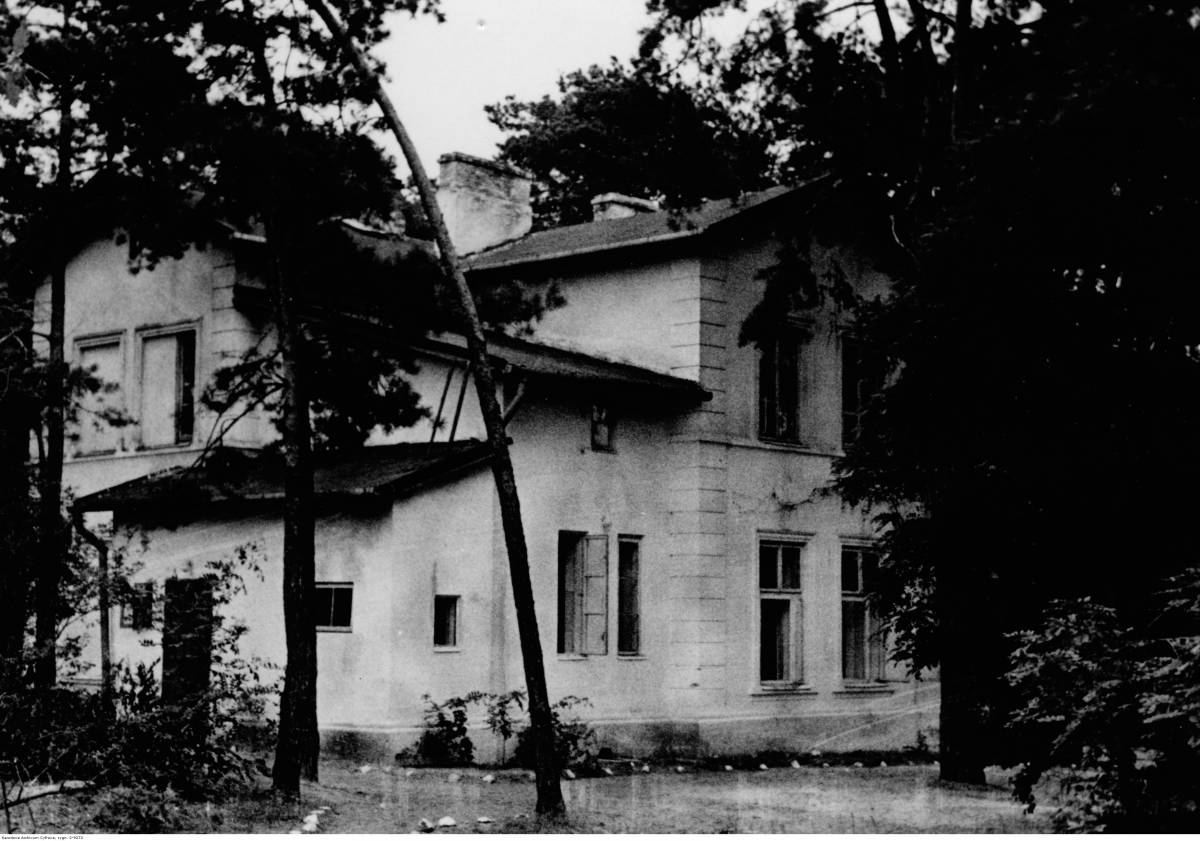
Biały Domek w posiadłości Osada Kilińskie Stanisława Feliksa Hiszpańskiego, zwanej później Mądralinem

Ofiarodawca do 1939 był członkiem Kuratorium Zarządzającego wraz z prof. Karolem Lutostańskim (prezesem Kasy im. Mianowskiego), Stanisławem Michalskim, Fr. Czubalskim i M.T. Huberem. Akt notarialny darowizny stanowił, że:
„Stanisław Hiszpański darowuje Kasie im. Mianowskiego uregulowaną w księdze niniejszej należącą do niego „Osadę Kilińskie”. Osada ma służyć na pobyt pracowników naukowych Polaków wyznania chrześcijańskiego(…). Komitet Kasy Mianowskiego ma prawo użytkować teren dla celów naukowych, przez co jednak zasadniczy charakter kolonji, jako schroniska, nie ma uledz zmianie(…)” Współstawajacy do aktu tego Karol Lutostański i Stanisław Michalski, w imieniu Kasy Mianowskiego, powyższy dar z wdzięcznością przyjmują i akt ten akceptują”
Prawdopodobnie zgodnie z zarządzeniem prof. Michalskiego korzystać z gościny mogli tylko mężczyźni, co miało sprzyjać skupieniu się na zadaniach. Okres największej świetności Mądralina to okres międzywojenny. W 1938 Mądralin odwiedził Prezydent Rzeczypospolitej Ignacy Mościcki w towarzystwie uczonych, m.in. prof. Wojciecha Świętosławskiego, ówczesnego ministra nauki i oświaty  .
Księga pamiątkowa sprzed 1939, pełna poezji, żartów luminarzy nauki, ilustrowana przez artystów, m.in. prof. Noakowskiego oprawna w złocony pergamin, zaginęła, gdy w Mądralinie stacjonował Wermacht . Zabudowania nie uległy zniszczeniu.
W 1952 Mądralin został przejęty od Skarbu Państwa przez Polską Akademię Nauk i utworzono tu Dom Pracy Twórczej, obejmujący ośrodek konferencyjny na ok. 80 osób, apartamenty hotelowe. W bibliotece wisiał portret i mosiężna tablica upamiętniające darczyńcę, ofiarowana w 1977 przez Wandę Hiszpańską .
Na mocy ustawy z 2011 o Polskiej Akademii Nauk w 2013 roku stwierdzono, że ta nieruchomość ma nieuregulowany status prawny i trudno o jej wykorzystanie .